# Isola Gamma
L’Isola Gamma  è un'isola, lunga 1,6 chilometri, che segna l'estremità sud-occidentale delle isole Melchior nell'arcipelago Palmer. Quest'isola è stata per la prima volta approssimativamente mappata e chiamata "Ile Gouts" dalla spedizione antartica francese, 1903-05, sotto Jean-Baptiste Charcot, ma quel nome non è più in uso. Il nome attuale, deriva da gamma, la terza lettera dell'alfabeto greco, è stato probabilmente dato dal personale di Discovery Investigations che ha esaminato approssimativamente l'isola nel 1927. L'isola fu anche esaminata da spedizioni argentine nel 1942, 1943 e 1948. Gli argentini la chiamano Isla Observatorio e vi eressero la base Melchior nel 1947.